# Музеус, Владимир Александрович
Владимир Александрович Музеус (1868—?) — русский военный деятель, генерал-майор (1916). Герой Русско-японской и Первой мировой войн.

## Биография
В 1888 году получил образование в Сибирском кадетском корпусе и вступил в службу. В 1889 году после окончания Константиновского артиллерийского училища произведён в подпоручики и определён в 4-й Западно-Сибирский линейный батальон. В 1893 году произведён в поручики, в 1900 году в  штабс-капитаны.

С 1900 года участник Китайского похода, в 1901 году произведён в капитаны «за отличие». С 1904 года участник Русско-японской войны в составе 16-го Сибирского стрелкового полка. В 1904 году «за отличие» произведён в подполковники. На войне был пять раз ранен и контужен. В 1905 году «за храбрость» был награждён орденом Святого Георгия 4-й степени: 
За отличие в делах против неприятеля
.

В 1911 году «за отличие» произведён в полковники. С 1914 года участник Первой мировой войны в качестве командира 11-го Псковского пехотного полка. В 1915 году «за храбрость» был награждён Георгиевским оружием: 
За то, что в бою 30 августа 1914 года, командуя авангардом дивизии, быстро сбил арьегард противника у села Гороснец, рассеял его и преследовал до наступления темноты, результатом чего был захват двух орудий, большого обоза, понтонного и телеграфного парков
В 1916 году после ранения находился в резерве чинов при штабе Киевского военного округа. В 1916 году за отличие был произведён в генерал-майоры и назначен командиром бригады 3-й пехотной дивизии, в 1917 году назначен командиром этой дивизии.

## Награды
Источники:
- Орден Святой Анны 4-й степени (1904)
- Орден Святой Анны 3-й степени с мечами и бантом (1901)
- Орден Святого Станислава 2-й степени с мечами (1905)
- Орден Святой Анны 2-й степени с мечами (1905)
- Орден Святого Георгия 4-й степени (ВП 28.09.1905)
- Орден Святого Владимира 4-й степени за 25 лет в офицерских чинах (1909)
- Георгиевское оружие (ВП 09.03.1915)
- Орден Святого Владимира 3-й степени с мечами (ВП 27.08.1916)